# Eddie Cusic
Eddie Cusic (4 de enero de 1926 – 11 de agosto de 2015) fue un guitarrista, cantante y compositor de Blues estadounidense, del Estado de Misisipi. Su pequeña cantidad de trabajo grabado ha sido mal etiquetado como Eddie Quesie y Eddie Cusie. Cusic Tuvo conexiones musicales con Little Milton y James "Son" Thomas.

## Vida y carrera
Nació en el año 1926, en la Comunidad de Kinlock , cercano a Wilmot, al sur de Leland, Mississipi, Estados Unidos. Creciendo en una comunidad de granjeros,  fue inspirado a tocar blues después de oír a los adultos que tocaban esa música en reuniones familiares. Paso de tocar el arco de diddley a una guitarra eléctrica. Formó parte de the Rhythm Aces a principio de 1950, un trío que toco en el área del Delta de Mississipi.  Uno del grupo era Little Milton a quien Cusic enseñó a tocar la guitarra. Realizó el Servicio en el Ejército de Estados Unidos, el cual empezó en 1952, más adelante Cusic se asentó en Stoneville, Mississipi, y consiguió empleo en la planta de Automóviles de Ford y en una planta embasadora de carne de USDA. En 1970, Cusic tocó junto a James "Son" Thomas en reiteradas ocasiones. Juntos grabaron "Once I Had a Car", el cual apareció en el álbum de recopilación, Mississippi Delta & South Tennessee Blues (1977). Cusic necesitaba aumentar sus ingresos y empezó a trabajar en una cantera y redujo sus proyectos musicales. Abandono el trabajo Fulltime en 1989, y regresó al ruedo con una guitarra acústica. Se presentó en el Festival del Blues y el Patrimonio del Delta del Misisipi de Greenville, así como en el Sunflower River Blues Festival, el Smithsonian Folklife Festival y en el Chicago Blues Festival.
En 1998, Cusic hizo una 'grabación de campo' en su propiedad en Leland, Mississipi, y entregó versiones de varios blues estándares en el estilo propio y puro de Mississipi. El grabación incluía versiones de canciones como "BGood Morning Little Schoolgirl", "Big Boss Man", "(I'm Your) Hoochie Coochie Man" y "Catfish Blues". AllMusic Notó que el álbum resultante,  I Want to Boogie, era "un debut fuerte que también hace el primer nuevo 'descubrimiento Blues' desde los días de halcyon en 1960". Este fue realizado por HighTone Records. Una reedición, conteniendo varias pistas diferentes, fue realizada en 2012, bajo el nombre de Leland Mississipi Blues.
C2C utilizó los Samples vocales de la canción “You Don't Have to Go” de Cusic para la canción "Down The Road" del año2012.
El 11 de agosto de 2015, Cusic murió de cáncer de próstata, a la edad de 89 años.